# FK Babrouïsk
Maillots
Le Futbolny Klub Babrouïsk, plus couramment abrégé en FK Babrouïsk (en russe : ФК Бобру́йск, et en biélorusse : ФК Бабру́йск), est un ancien club biélorusse de football fondé en 1984 et disparu en 1995, et basé dans la ville de Babrouïsk.

## Historique
Le FC Babrouïsk est fondé en 1984. Sa meilleure performance en championnat est obtenue lors de la saison 1992, avec une quatrième place.
Le club est finaliste de la Coupe de Biélorussie et de la Supercoupe de Biélorussie en 1994.
Sa seule campagne européenne a lieu lors de la Coupe d'Europe des vainqueurs de coupe 1994-1995 ; le club est éliminé au tour préliminaire par le SK Tirana.
Le club est dissous en 1995.

## Bilan sportif

### Palmarès
| Compétitions nationales                         |
| ----------------------------------------------- |
| - Coupe de Biélorussie : - Finaliste : 1993-94. |

### Bilan par saison
| Saison    | Championnat | Championnat | Championnat | Championnat | Championnat | Championnat | Championnat | Championnat | Championnat | Championnat | Coupe de Biélorussie |
| Saison    | Division    | Pos         | Pts         | J           | V           | N           | D           | BP          | BC          | Diff        | Coupe de Biélorussie |
| --------- | ----------- | ----------- | ----------- | ----------- | ----------- | ----------- | ----------- | ----------- | ----------- | ----------- | -------------------- |
| 1992      | 1re         | 4e          | 19          | 15          | 8           | 3           | 4           | 13          | 10          | +3          | Quarts de finale     |
| 1992-1993 | 1re         | 6e          | 40          | 32          | 15          | 10          | 7           | 37          | 20          | +17         | Seizièmes de finale  |
| 1993-1994 | 1re         | 5e          | 33          | 30          | 13          | 7           | 10          | 32          | 25          | +7          | Finale               |
| 1994-1995 | 1re         | 12e         | 28          | 30          | 8           | 12          | 10          | 31          | 35          | -5          | Seizièmes de finale  |
| 1995      | 1re         | 16e         | 2           | 15          | 0           | 2           | 13          | 6           | 54          | -48         | Seizièmes de finale  |

Légende
- Vainqueur de la compétition
- Vice-champion ou finaliste de la compétition
- Troisième de la compétition

### Bilan européen
Note : dans les résultats ci-dessous, le score du club est toujours donné en premier.
| Saison    | Compétition      | Tour              | Club      | Domicile | Extérieur | Total  |
| --------- | ---------------- | ----------------- | --------- | -------- | --------- | ------ |
| 1994-1995 | Coupe des coupes | Tour préliminaire | KF Tirana | 4 - 1    | 0 - 3     | 4 - 4E |

Légende
- Victoire ou qualification pour le tour suivant
- Match nul
- Défaite ou élimination de la compétition